# Grandlup-et-Fay
Grandlup-et-Fay település Franciaországban, Aisne megyében. Lakosainak száma 271 fő (2022. január 1.). Grandlup-et-Fay Barenton-Bugny, Barenton-sur-Serre, Froidmont-Cohartille, Gizy, Missy-lès-Pierrepont, Monceau-le-Waast, Pierrepont, Toulis-et-Attencourt, Verneuil-sur-Serre és Vesles-et-Caumont községekkel határos.

## Népesség
A település népességének változása:
| Lakosok száma | 379  | 309  | 329  | 316  | 308  | 307  | 301  | 287  | 281  | 271  |
|               | 1968 | 1982 | 1990 | 2006 | 2013 | 2015 | 2017 | 2019 | 2020 | 2022 |